# 王敬公
王敬公（1632年8月2日—？年），號爾成，山東商河縣人，順治八年辛卯科山東鄉試第三十三名舉人，順治十五年戊戌科易經房中式第203名，殿試三甲112名進士，兵部觀政，順治十七年（1660年）庚子順天同考官，同年授四川屏山縣知縣。